# ديفيد إي. غولدبرغ
ديفيد إي. غولدبرغ (بالإنجليزية: David E. Goldberg)‏ هو مهندس وعالم حاسوب أمريكي، ولد في 1953.